# Championnat du Cambodge de football 2008
Navigation
Saison précédente Saison suivante
La saison 2008 du Championnat du Cambodge de football est la vingt-quatrième édition du championnat national de première division au Cambodge. Les dix meilleurs clubs du pays sont regroupés au sein d'une poule unique et s'affrontent deux fois au cours de la compétition, à domicile et à l'extérieur. En fin de saison, les deux derniers du classement sont relégués et remplacés par les deux meilleurs clubs de deuxième division.
C'est le club de Phnom Penh Empire qui remporte la compétition cette saison après avoir terminé en tête du classement final, avec six points d'avance sur National Defense Ministry FC. C'est le second titre de champion du Cambodge de l'histoire du club, après celui remporté en 2002. Le club réalise même le doublé en remportant la Coupe nationale, aux dépens de Preah Khan Reach.
Plusieurs changements ont lieu durant l'intersaison. Outre Build Bright University et Royal Cambodian Armed Forces FC qui changent de nom, le club de Red Eagle FC quitte le championnat alors que trois autres formations le rejoignent : Phuchung Neak, Post-Tel FC et Kirivong Sok Sen Chey.

## Les clubs participants
| - Build Bright United - Khemara Keila FC - Post-Tel FC - Nagacorp FC - Preah Khan Reach - Promu de D2 | - Kirivong Sok Sen Chey - Phuchung Neak - Moha Garuda FC - Promu de D2 - Phnom Penh Empire - National Defense Ministry FC |

## Compétition

### Classement
Le classement est établi sur le barème de points classique (victoire à 3 points, match nul à 1, défaite à 0).
Pour départager les égalités, on tient d'abord compte de la différence de buts générale, puis du nombre de buts marqués, puis des confrontations directes
| Rang | Équipe                       | Pts | J  | G  | N | P  | Bp | Bc | Diff |
| ---- | ---------------------------- | --- | -- | -- | - | -- | -- | -- | ---- |
| 1    | Phnom Penh EmpireC           | 40  | 18 | 13 | 1 | 4  | 35 | 15 | +20  |
| 2    | National Defense Ministry FC | 34  | 18 | 10 | 4 | 4  | 35 | 21 | +14  |
| 3    | Nagacorp FCT                 | 33  | 18 | 10 | 3 | 5  | 38 | 24 | +14  |
| 4    | Preah Khan ReachP            | 33  | 18 | 10 | 3 | 5  | 24 | 18 | +6   |
| 5    | Build Bright United          | 32  | 18 | 10 | 2 | 6  | 31 | 20 | +11  |
| 6    | Khemara Keila FC             | 23  | 18 | 7  | 2 | 9  | 29 | 26 | +3   |
| 7    | Kirivong Sok Sen Chey        | 19  | 18 | 5  | 4 | 9  | 25 | 36 | -11  |
| 8    | Post-Tel FC                  | 17  | 18 | 5  | 2 | 11 | 25 | 36 | -11  |
| 9    | Phuchung Neak                | 13  | 18 | 3  | 4 | 11 | 26 | 50 | -24  |
| 10   | Moha Garuda FCP              | 12  | 18 | 3  | 3 | 12 | 13 | 35 | -22  |

|  | Qualification pour la Coupe du président de l'AFC 2009                                   |
|  | Relégation directe en deuxième division                                                  |
|  | T : Tenant du titre C : Vainqueur de la Coupe du Cambodge P : Promu de deuxième division |

## Bilan de la saison
| Championnat du Cambodge de football 2008                             |                              |
| Champion                                                             | Phnom Penh Empire (2e titre) |
| Coupes et trophées                                                   |                              |
| Vainqueur de la Coupe du Cambodge 2008                               | Phnom Penh Empire            |
| Qualifications continentales                                         |                              |
| Coupe du président de l'AFC 2009                                     | Phnom Penh Empire            |
| Promotions et relégations                                            |                              |
| Promus en Championnat du Cambodge de football                        | Spark FC                     |
| Promus en Championnat du Cambodge de football                        | Kampot FC                    |
| Relégués en Championnat du Cambodge de football de deuxième division | Phuchung Neak                |
| Relégués en Championnat du Cambodge de football de deuxième division | Moha Garuda FC               |